# Aneurus simplex
Aneurus simplex är en insektsart som beskrevs av Philip Reese Uhler 1871. Aneurus simplex ingår i släktet Aneurus och familjen barkskinnbaggar. Inga underarter finns listade i Catalogue of Life.